# Краль Дмитар Звонимир (ракетный катер)
«Краль Дмитар Звонимир» (хорв. Kralj Dmitar Zvonimir) — ракетный катер типа «Краль», состоящий на вооружении Военно-морских сил Хорватии (как и «Краль Петар Крешимир»). Назван в честь хорватского короля Дмитара Звонимира.
Строился с 1992 по 2001 годы на верфях Кральевицы, чертежи разрабатывались работниками Загребского университета (факультет машиностроения и судостроения). Используется в основном для атаки на вражеские суда. Предназначен для несения службы в Адриатическом море, входит в состав сил быстрого реагирования. Оснащён по последнему слову техники: шведская зенитная установка Bofors L/70 и советская артиллерийская установка АК-630.

## Описание

### Общие характеристики
Ракетный катер «Краль Дмитар Звонимир» является катером серии «Краль» аналогично катеру «Краль Петар Крешимир IV», по физическим характеристикам он длиннее на 63 см «Петара Крешимира» и обладает более высокими ходовыми характеристиками. Главной энергетической установкой являются три советских двигателя М504Б-2, вырабатывающих мощность по 5 тысяч л.с. каждый. Радиолокационные системы установлены в соответствии с требованиями к кораблям. Согласно программе развития Военно-морских сил планируется установка новейшего двигателя, поскольку российские моторы не соответствуют требованиям вооружённых сил НАТО. Скорость достигает 37,8 узлов, но оптимальной считается скорость 32-34 узла при потреблении 2500 л топлива в час. Корабль может нести топливо, продукты питания и воду в течение десяти дней плавания без дозаправки.
На ракетном катере качество кают является одним из самых высоких: для офицеров и сержантов комнаты отдыха оснащены телевизорами с высоким качеством изображения, компьютерами с доступом к Интернету, кондиционерами, а во всех ванных комнатах есть горячая вода. Как правило, каждый год корабль отправляется на капитальный ремонт на стапеля, в течение которого восстанавливается также подводная часть корабля, пострадавшая от ржавчины. 28 октября 2006 правый двигатель корабля был повреждён в результате столкновения с препятствием, что привело к временному выходу из строя правой ракетной установки на корме.

### Вооружение
Основным вооружением являются шведские противокорабельные ракеты RBS-15, которые устанавливаются на корме: их может быть от четырёх до восьми. Радиус атаки составляет 90 км, что позволяет охватывать все территориальные воды Хорватии. Высота полёта составляет 6 метров над уровнем моря. Ракеты имеют диапазон вариантов программ и комбинаций: например, могут изменить траекторию для введения противника в заблуждение или атаковать одновременно несколько целей. К зенитному вооружению относится шведское зенитное орудие Bofors L/70 калибром 57 мм. К артиллерии относится советское орудие АК-630.
Радиоэлектронное оснащение — стандартный навигационный радар Peregrine, телевизионная камера, противодиверсантский гидролокатор и ряд других средств радиолокационного и радиоэлектронного оборудования. Основная часть системы управления корабля расположена в его оперативном центре, где находятся командующие кораблём (в том числе и во время боевых условий). В бою с использованием ракет катер действует только при поддержке других судов и береговыми ракетными установками. Координации способствует информация, получаемая с радара Peregrine. С 2007 года в порядке эксперимента на катер установлена хорватская система связи LINKEJ.
Обзорный радиолокатор позволяет ракетным установкам автоматически определять цели и вести огонь по противнику (аналогично используется и зенитное орудие). С 2006 года для усиления эффективности аналогичная система встроена и в артиллерийскую установку АК-630.

### Экипаж
В экипаж катера входят 32 человека: 7 офицеров, 13 младших офицеров и 12 матросов. Два любых курсанта, которые выражают желание работать на борту, в течение полугода или года могут отслужить на корабле за плату, а после этого они обязаны сдать специальный экзамен и доказать свои способности к выполнению определённых обязанностей. Аналогичный экзамен сдают все новобранцы экипажа. Экипаж состоит из трёх отрядов: один следит за палубой, второй за системами вооружения, а третий несёт охрану. Первым командиром-женщиной корабля стала Дарья Гвозденчевич.

## Галерея

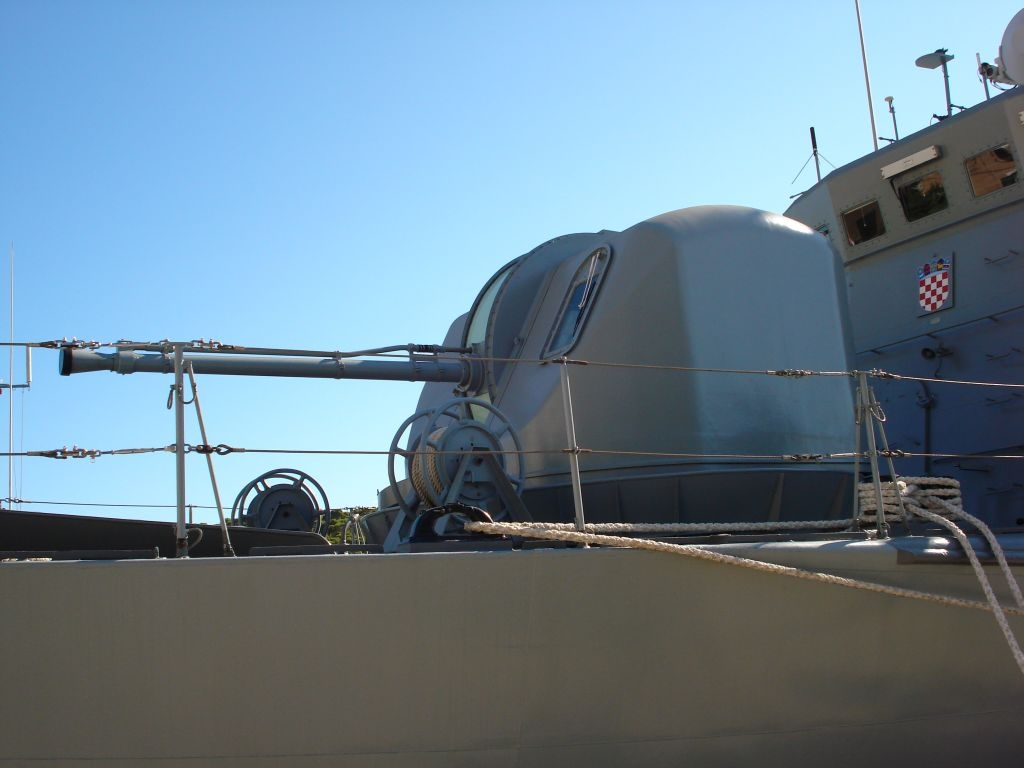
57-мм зенитное орудие Bofors L/70 Mark
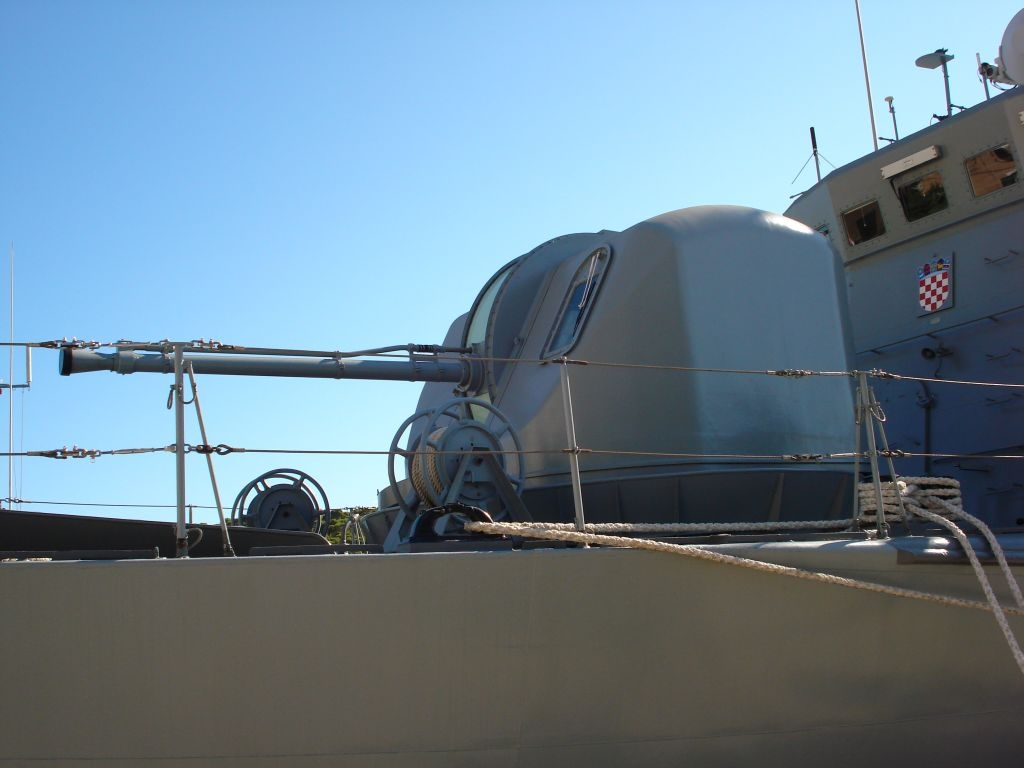
30-мм артустановка АК-630
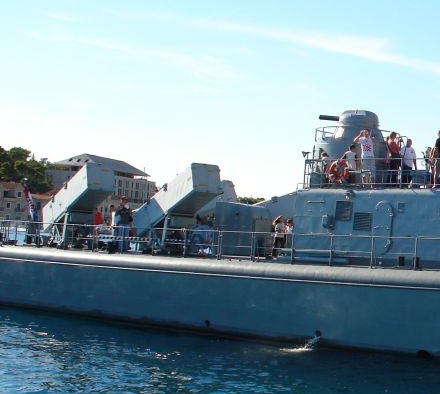
Пусковая установка ракет RBS-15
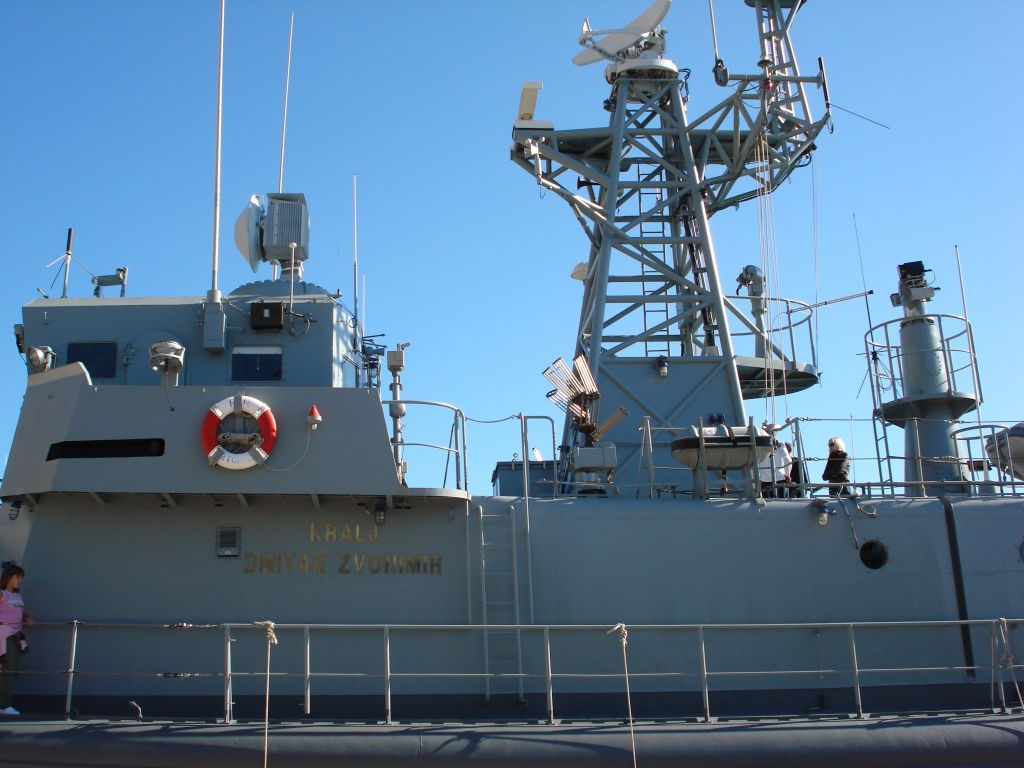
Капитанский мостик

## См.также
- Военно-морские силы Хорватии
- Ракетный катер «Краль Петар Крешимир»
- Ракетный катер